# Die Darstellung Christi im Tempel
Die Darstellung Christi im Tempel entstand um 1485. Der Maler des Altarbildes ist Lorenzo Costa der Ältere. Es befindet sich heute in der Gemäldegalerie in Berlin.

## Material und Malweise
Als Bildträger für das Gemälde wurde Pappelholz verwendet. Da Pappelholz in Italien viel in der Holztafelmalerei genutzt wurde, lässt sich der ungefähre Entstehungszeitraum durch die Verwendung dieser Holzart erschließen. Auf dem Gemälde sind keinerlei Pinselstriche zu erkennen und es kann durch die filigranen Details am Mantel des Mannes auf der linken Bildhälfte zur Feinmalerei gezählt werden.

## Bildzustand
Das Gemälde befindet sich in einem guten Zustand und die Oberfläche ist überwiegend glatt und glänzt. Am oberen linken Bildrand ist eine rundliche eingedrückte Stelle zu erkennen, die vielleicht schon von Beginn an vorhanden war. Des Weiteren sind fünf lange horizontale Furchen zu sehen. Drei davon sind auf der linken Bildseite auf Höhe der Gesichter der Personen, eine beginnend mittig auf der rechten Bildseite und die fünfte auf Kniehöhe der Frau, ebenfalls auf der rechten Seite, am grünen Gewand zu sehen.

## Datierung
Das Gemälde der Darstellung Christi entstand um 1485 in Italien.

## Beschreibung
Auf dem Altargemälde sind sieben Figuren in einem Raum zu sehen. Jesus ist in der Bildmitte und die sechs weiteren Personen wurden symmetrisch rechts und links positioniert. Jesus steht auf dem Altar und wird von Maria gehalten. Links vom Altar stehen Simeon, mit einem reich bestickten Umhang, hinter ihm Hanna und ganz links eine weitere männliche Person, die eine Gabe in einem Teller zu halten scheint. Rechts stehen die bereits erwähnte Mutter Jesu Maria, Josef sowie eine junge Frau, die einen kleinen Korb trägt. Diese junge Frau ist die einzige Person, deren Blick aus dem Gemälde geht und die den Betrachter ansieht. Auf dem bereits erwähnten Umhang Simeons sind am Saum stilisierte Granatäpfel zu sehen. Auch sind drei Figuren am Saum des Mantels dargestellt, die jeweils in einem Bogen mit Dreipass stehen. Ein Mann mit einer orientalisch anmutenden Kopfbedeckung, unter ihm eine Frau und unter dieser ein Jüngling, der ein Buch hält.
Auf dem Altar, auf dem Jesus steht, sind mehrere Figuren und ein Gebäude abgebildet. Die Figuren sind in drei Gruppen geteilt: auf der rechten Seite sind zwei alte Männer und eine Frau zu sehen. Links sind zwei Figuren, die eine Platte emporheben, zu erkennen und eine dritte Person läuft hinter ihnen vorbei. Es kann sein, dass die beiden Männer, die die Platte emporhalten, ein Opfer darbringen. Haitovsky zufolge könnte dies eine direkte Anspielung auf Jesus als Lamm Gottes sein, das für die Sünden der Menschen geopfert wurde. In der Mitte sind sechs Figuren dargestellt, vier Frauen und zwei Männer. Einer der Männer trägt eine orientalisch anmutende Kopfbedeckung und hält ein Instrument, ein Psalterium, in der Hand. Zwei weitere Instrumente, eine Panflöte oder eine Sackpfeife und eine Art Rassel, werden auf Stäben in die Höhe gehalten. Bei dem Psalterium spielenden Mann handelt es sich um König David aus dem Alten Testament.

## Ikonografie
Die dargestellte Szene im Gemälde findet sich im Lukasevangelium des Neuen Testaments, Kapitel 2. Darin bringen Maria und Josef Jesus in den Tempel nach Jerusalem, wo die vorgeschriebene Reinigung nach dem Gesetz des Mose vollzogen wird. Dem Gesetz des Herrn zufolge sollte jede männliche Erstgeburt dem Herrn geweiht sein. Die Reinigung der Frau nach der Geburt wird im Buch Levitikus im Alten Testament, Kapitel 12 beschrieben. Dort steht, dass, wenn die Frau einen Jungen zur Welt bringt, diese für sieben Tage unrein ist. Am achten Tag nach der Geburt wird die Beschneidung des Jungen vorgenommen. Anschließend darf die Frau für 33 Tage ihr Zuhause nicht verlassen und nichts Geweihtes berühren. Wenn die Frau ein Mädchen gebiert, nimmt die Reinigung die doppelte Zeit in Anspruch. Nach der Geburt muss sie zwei Wochen zu Hause bleiben und darf für 66 Tage das Haus nicht verlassen, bis sie zur Reinigung in den Tempel kommt. In beiden Fällen müssen Opfer gebracht werden. Als Brandopfer soll ein einjähriges Schaf dienen und als Sündopfer entweder eine junge Taube oder eine Turteltaube. Wenn die Frau sich kein Schaf leisten kann, soll sie stattdessen zwei Turteltauben oder zwei junge Tauben nehmen, eine jeweils als Brand- und die andere als Sündopfer. Da die Opfer am Eingang des Offenbarungszeltes dem Priester übergeben werden, sind diese auf dem Gemälde von Lorenzo Costa nicht zu sehen, da sie sich bereits im Tempel befinden. Somit handelt es sich bei der dargestellten Szene um die Darstellung Christi im Tempel, aber auch um die Reinigung Marias.
Zwei weitere Personen, die im Gemälde zu sehen sind und bei der Darstellung Christi eine Rolle spielen, sind der Priester Simeon und die Prophetin Hanna. Diese sind auf der linken Bildseite abgebildet. Simeon war bereits ein alter Mann und ihm wurde vom Heiligen Geist offenbart, dass er nicht sterben werde, bevor er den Erlöser erblickt hätte. Er erkannte Jesus als den Erlöser und sagte, dass er nun in Frieden gehen könne, denn seine Augen hätten das Heil gesehen, das der Herr vor allen Völkern bereitet habe. Darauf segnete Simeon Maria und Josef. Simeon trägt einen reich dekorierten Mantel, der ebenfalls ikonografisch zu betrachten ist. Im Buch Exodus wird in Kapitel 39, Verse 22–26 beschrieben, wie das Priestergewand auszusehen hat. Es soll aus purpurnem Stoff bestehen und mit Granatäpfeln dekoriert sein. Am Saum Simeons sind drei Figuren dargestellt, die jeweils in einem Bogen stehen. Haitovsky zufolge handelt es sich dabei um Propheten aus dem Alten Testament. Bei der obersten Figur soll es sich um Mose handeln, der mit seinem Finger auf Jesus zeigt und auf den Befehl Gottes im Buch Exodus, Kapitel 13, Verse 1–2 deutet, dass alle Erstgeborenen ihm geweiht sein sollen. Die Prophetin Hanna war bereits 84 Jahre alt, verwitwet und hielt sich im Tempel auf, wo sie dem Herrn durch tägliches Fasten und Beten diente. Auch sie erkannte Jesus als den Erlöser.
Eine weitere Figur aus der Bibel lässt sich als Malerei oder Relief am Altar erkennen. Es handelt sich dabei um König David aus dem Alten Testament. David spielt in Verbindung zu Jesus eine wichtige Rolle, da er u. a. von Menschen, die an ihn glaubten, Sohn Davids genannt wurde. So wird er im Evangelium nach Matthäus in Kapitel 15, Vers 22, von einer heidnischen Frau, deren Tochter von einem Dämon gequält wird, „Herr, du Sohn Davids“ genannt. In Kapitel 20, Vers 30, bitten zwei blinde Männer Jesus um Erbarmen und nennen ihn ebenfalls „Herr, Sohn Davids“. Auch nachdem Jesus in Kapitel 21, Vers 12–17 Händler und Käufer aus dem Tempel trieb, riefen Kinder „Hosanna dem Sohn Davids“, was die Hohepriester und Schriftgelehrten verärgerte. Sowohl im Matthäusevangelium in Kapitel 1, Vers 1–17, als auch im Lukasevangelium Kapitel 3, Vers 23–38, werden die Vorfahren Jesu genannt und in beiden steht, dass er von David abstammt. Im Evangelium nach Matthäus reicht der Stammbaum bis zu Abraham, im Evangelium nach Lukas sogar bis zu Adam, der von Gott geschaffen wurde.
Die Geschichte Davids wird im Alten Testament im 1. und 2. Buch Samuel erzählt. David war der jüngste von acht Söhnen Isais, lebte in Bethlehem und hütete die Schafe. Im 1. Buch Samuel in Kapitel 16 erhält Samuel von Gott den Auftrag aufzubrechen und David als neuen König zu salben, da König Saul bei ihm in Ungnade gefallen ist. Auf dem Gemälde Lorenzo Costas wird David als Musiker mit Instrument dargestellt. Hinter David hält eine Person einen Stab, an dem eine Krone und ein Ölkrug zu sehen sind, Gegenstände, die auf sein Königtum hindeuten. Ebenfalls in Kapitel 16 des 1. Buchs Samuel wird erzählt, dass König Saul von einem Geist gequält wird. Um ihn zu heilen, wird nach einem Mann gesucht, der die Zither spielen kann. Einer der Diener Sauls kannte David und holte ihn an den königlichen Hof, um den König zu heilen. Dieser fand Gefallen an David und er sollte schließlich bei ihm bleiben und sein Waffenträger werden. Immer wenn König Saul von einem bösen Geist überfallen wurde, sollte David ihm etwas vorspielen und der Geist würde von Saul weichen. David wird am Altar also als heilender Musiker und König dargestellt.

## Zerstörtes Gemälde einer Darstellung Christi von Costa
Costa fertigte ein weiteres Gemälde einer Darstellung Christi (Inv. Nr. 112) an. Dieses ist jedoch während des Zweiten Weltkriegs 1945 zerstört worden. Es hing damals im Kaiser-Friedrich-Museum, heute Bode Museum. Das Besondere an dieser Darstellung der Darstellung Christi ist, dass ein Text in hebräischer Schrift und Gegenstände der jüdischen Religion zu sehen waren. Es wurde ebenfalls von Preußen aus der Sammlung Solly gekauft.
Das Gemälde war 3,08 Meter Hoch, 2,61 Meter breit und wurde auf Pappelholz gemalt. Zu sehen waren 12 symmetrisch angeordnete Figuren. Im Zentrum stand Maria, die Jesus in ihren Armen hielt und auf den zu ihrer Rechten stehenden Simeon zeigte. Links von ihr stand Josef. Im Vordergrund war auf der unteren linken Bildseite die Prophetin Hanna kniend zu sehen, die eine Tafel hielt, und auf der rechten Bildseite ein Mann, bei dem es sich Haitovsky zufolge vermutlich um den Stifter des Gemäldes, Anton Galeazzo, handelte. Rechts und links waren ein Diener und eine Dienerin zu sehen, die jeweils eine Schüssel mit Utensilien für die männliche Beschneidung tragen. Der Mann trägt das Messer und die Frau die Bandagen. Eine Stufe über den beiden Dienern stand jeweils eine männliche Figur, die beide einen Stab hielten. In der Mitte hinter Maria war ein Altar zu sehen, auf dem zwei Menoras standen. Am Altar waren vermutlich zwei Chorjungen mit Weihrauchfass dargestellt. Der Altar stand unter einem Baldachin vor einem Vorhang, an dem ein Schild angebracht war. Was auf dem Schild stand, ist jedoch nicht bekannt.
Heute existiert lediglich eine schwarz-weiß Fotografie des Gemäldes. Aus einer Beschreibung von Hans Posse aus dem Gemäldekatalog des damaligen Kaiser-Friedrich-Museums von 1909 geht jedoch hervor, welche Farbigkeit das Bild hatte:
„Mit tiefem Rot und Goldgelb wechseln kühle blaue, graublaue und grüne Töne ab, vor hellblauer Luft, weiß- und dunkelgrauer Altararchitektur und ockergelbbraunen Boden, der nach Rückwerts in Grün übergeht. Schwärzlichbraune Schatten. Vor karminroten, grün gestreiftem Baldachin hängt ein goldener Vorhang mit graublauem Schild. Die Färbung der Gewänder steigert sich von graublauen und weißen Tönen [Ministranten] über Dunkelblau und Karminrot [Leviten] zu leuchtendem Rot [Dienerin rechts und Diener links mit den Gerätschaften zur Beschneidung]. Maria mit weißem Kopftuch, in dunkelblauem Mantel, unter dem das karminrote Gewand hervorkommt, Joseph rechts in rotem [innen graublauem Mantel] über bräunlichgelbgrünem Gewand, Simeon links in goldgelbem Mantel. Die Farben der Kleidung Josephs und Simeons wiederholen sich in der Gewandung der Sibylle links und des Propheten. Warm rotbraune Fleischfarbe.“
Auf dem Gemälde hielt die Prophetin Hanna eine Tafel, auf die Lorenzo Costa seine Signatur und das Jahr in lateinischer Schrift setzte: „LAVRENTIVS COSTA F 1502“. Außerdem waren sieben Zeilen in hebräischer Schrift zu lesen, bei denen es sich um die Prophezeiung Hannas handeln sollte. Haitovsky schrieb in ihrem Artikel, dass es sich dabei um Sätze aus dem Alten und Neuen Testament handelte, die im Buch Jesaja (AT) und der Apostelgeschichte (NT) zu finden sind. Demzufolge übersetzte sie diese wie folgt:
„1) Wen kümmerte sein Geschick?
2) Denn uns ist dieses Kind geboren
3) und dieser Sohn ist uns
4) geschenkt.
5) Die Propheten
6) Ihre/Seine Wunder
7) Danket dem Herrn, preiset den Herrn“

## Geschichte und Provenienz
Das Altarbild wurde 1821 gemeinsam mit über 3000 weiteren Gemälden aus der Sammlung des englischen Kaufmanns Edward Solly von Preußen gekauft. Es sollte als Grundstock für die Gemäldegalerie dienen. Der Stifter des Altarbildes war vermutlich Alberto Pio di Savoia, Graf von Carpi. Das Wappen des Grafen ist unten am gemalten Altar abgebildet.

## Zuschreibung
Das Gemälde wurde nicht signiert, die Darstellung Christi im Tempel wird aber dem italienischen Renaissance-Maler Lorenzo Costa dem Älteren zugeschrieben. Der deutsche Kunsthistoriker Hans Posse hingegen geht davon aus, dass es sich bei dem Urheber um einen unbekannten Maler aus Modena handelt. Als Grund nennt er das Familienwappen des Alberto Pio di Savoia aus Modena, das im Gemälde unten am Altar zu sehen ist. Von Lorenzo Costa existierte ein weiteres Gemälde, das die Darstellung Christi zeigte. Dieses wurde im Zweiten Weltkrieg zerstört und wies die Signatur des Künstlers auf dem Gemälde auf, die sich auf der Tafel befand, die die Prophetin Hanna in den Händen hielt. Auf ihr stand „LAVRENTIVS COSTA F 1502“.